# Horacio Pancheri
Horacio Pancheri (né le 2 décembre 1982 à Esquel, Argentine) est un acteur argentin.

## Biographie
Horacio Pancheri a un fils nommé Benicio Pancheri. Il entretenait une relation sentimentale avec l'actrice et chanteuse Paulina Goto, ils se sont séparés en 2018 après deux ans de relation.

## Carrière
Horacio Pancheri commence sa carrière en tant que mannequin et fait la couverture de magazines en Argentine. En septembre 2012, il déménage à Mexico pour apprendre le métier d'acteur avec René Pereyra puis il est admis au Centre d'Éducation Artistique de Televisa (CEA) sur invitation d'Eugenio Cobo. 
Après sa sortie du CEA, il fait ses débuts à la télévision mexicaine dans la telenovela El color de la pasión avec une participation spéciale où il interprète Alonso Gaxiola jeune aux côtés d'Ariadne Díaz et Michelle Renaud. 
En novembre 2014, Mapat L. de Zatarain lui donne l'occasion de participer à la telenovela La sombra del pasado où il interprète Renato Ballesteros et où il partage la vedette avec Michelle Renaud et pour la première fois avec Pablo Lyle, Alejandra Barros, Alexis Ayala, Susana González, Cynthia Klitbo et Thelma Madrigal.

## Filmographie
- 2014 : El color de la pasión : Alonso Gaxiola Beltrán (jeune) (participation spéciale)
- 2014-2015 : La sombra del pasado  : Renato Ballesteros Medrano (protagoniste)
- 2015 : El lenguaje del amor
- 2016 : Un camino hacia el destino : Carlos Gomez Ruiz
- 2017 : En tierras salvajes : Sergio Otero Rivelles
- 2019 : El juego de las llaves : Valentín[1]